# Bellecombe-en-Bauges
Bellecombe-en-Bauges – miejscowość i gmina we Francji, w regionie Owernia-Rodan-Alpy, w departamencie Sabaudia.
Według danych na rok 1990 gminę zamieszkiwały 393 osoby, a gęstość zaludnienia wynosiła 17 osób/km² (wśród 2880 gmin regionu Rodan-Alpy Bellecombe-en-Bauges plasuje się na 1240. miejscu pod względem liczby ludności, natomiast pod względem powierzchni na miejscu 388.).

## Demografia

Populacja Bellecombe-en-Bauges w latach 1962–2008